# Funilândia
 Funilândia é um município brasileiro do estado de Minas Gerais. Sua população recenseada em 2022 era de 4 686 habitantes.

## História
Entre 1670 e 1690, chegou a região, em busca de ouro, Borba Gato, que fundou uma primitiva povoação na região, erigindo uma capela e um cemitério. A região foi pouco habitada nos anos subsequentes. Muito tempo depois, chegou a região Pulquéria Maria Marques, acompanhada de cinco filhos e muitos escravizados de origem africana.
O povoado ficou conhecido pelo nome Funil, pelo formação topográfica de encontro entre os córregos Cabaceiras e Gurita. Em 1948, o povoado foi elevado a distrito, sob o nome Funilândia, fazendo parte de Jequitibá. Conseguiu a emancipação política, sendo elevado a município em 1962.